# كنغر
القَنغَر أو القَنقَر أوالكنغَر والجمع قَناغِر وقَناقِر و كناغِر (بالإنجليزية: Kangaroo)‏ هو أشهر وأكبر الحيوانات الجرابية، ويتواجد بكثرة في أستراليا هناك حوالي 90 نوعا من الكناغر، النوع المتوسط منها يسمى الوَلَّر. والصغير الوَلَّب أو الكنغر الصغير، وهناك نوع صغير جدا يدعى الكنغر الجرذ. وأحد أكبر الأنواع وأطولها الكنغر الأحمر ويبلغ علوه المترين ويعيش في المناطق العشبية المكشوفة في داخل البلاد جماعات أو أسربا وترعى هذه الأسراب أثناء الليل وتستريح في الظل في النهار. وعندما يرعى الكنغر الأحمر يدب على أربع واضعا ذنبه على الأرض ومادا رجليه إلى الأمام والذيل مهم جدا لحفظ التوازن عندما يقفز الكنغر والقفز هو الطريقة التي يتنقل بها بسرعة وباستطاعة الكنغر البالغ أن يقفز مسافة خمسة أمتار ويجتاز حاجزا علوه مترين ونصف والرجلان الخلفيتان والبراثن تستعمل للدفاع مثلا عندما يتنافس ذكران أو ان تهاجمها كلاب المزارع وعندها يمكن ان يلحق الكنغر أذى بالغا بالكلاب والكنغر سباح ماهر وحفار سريع وكثيرا ما يحفر في الأرض بحثا عن ماء الشرب.
وبين الولب الأصغر حجما توجد أنواع كثيفة الذنب تحب المناطق الغضة النبات والولب الصخري يفضل المناطق الصخرية أما النوع الذي يعيش في حدائق الحيوان فيتواجد عادة في البراري المعشبة. ومن أنواع جرذ الكنغرو توجد ثمانية أنواع. الصغير منها قد لا يتعدى طوله 30 سم من رأس أنفه على آخر ذنبه وجرذ الكنغرو يختلف عن الجرذان المشابهة بالكنغرو التي تنتسب إلى عائلة القواضم. وقد يبدو من المستغرب ان نرى الكنغرو على شجرة إلا أن هذا النوع موجود فعلا مع أنه يبدو مرتبكا في تسلقه معتمدا على مخالبه الطويلة.
وقد ظل سكان أستراليا الأصليون يعيشون على صيد الكنغر وعلى مدى مئات السنين وذكره مخلد في رقصاتهم التقليدية وفنهم التصويري واليوم فإن الكنغرو رمز أستراليا الوطني.

## الولادة
يتأخر النسل عند الكنغر بسبب المناخ فاذا كان المناخ فيه نقص في الماء والغذاء فلا تتطور البويضة المخصبة بل تستمر في حالة سبات حتى إذا هطل المطر تبدأ بالتطور واكتشف كارسون سنة 1945.
بعد التزاوج يتطور الصغير داخل جسم الأم لمدة 30 أو 40 يوما والسبب هو أن البويضة المخصبة تظل نائمة لبعض الوقت في رحم الأنثى قبل أن تبدأ بالنمو ويسمى هذا ((الانغراس المتأخر)) وهو يحدث في بعض أنواع الغزلان أو القنافذ. وقبل الولادة بيوم أو يومين تستلقي الأم على ظهرها وتلعق بطنها وتنظف الجراب وصغير الكنغر المولد حديثاً صغير جدا فطوله لا يتجاوز اثنين سنتيمتر ولا يزن أكثر من8.غرام ورجلاه مجعدتان قصيرة ويتمسك بفرو الأم وضمن ثلاث دقائق يزحف من نفق الولادة على بطنها ثم يدخل الجراب بدون أية مساعدة وعندما يصبح في الداخل يصل إلى حلمة الحليب الموجودة هناك ويتمسك بها بقوة عظيمة حتى يصبح من العسير جدا إبعاده عنها ويظل داخل الجراب يأكل وينام لمدة 190 يوما قبل أن يخرج لأول مرة بعد أن يكون قد نبتت له فروة. وبعد أن يكبر يبدأ بمغادرة الجراب لمرات أطول لكنه يعود بسرعة إذا أخافه شيء فيقفز إلى داخل الجراب ورأسه أولا ثم ينقلب رأسا على عقب وينتهي مادا رأسه ويديه الأماميتين من الجراب وبمرور سبعة أشهر يكون باستطاعته التجول والتغذي بمفرده.

## عند الخطر
إذا حست الأم بالخطر فإنها قد تدفع بصغيرها خارج الجراب لكي تصبح اخف وزنا وأسرع حركة رغم أن ذلك قد يعرض الصغير لموت محقق، وقبل وصول الرجل الأبيض إلى أستراليا لم يكن للكنغر من عدو إلا الكلاب البرية (الدنجو) والنسور التي كانت تسطو على الصغار ولكن عندما انتشرت الزراعة وتوسعت زادت الحاجة إلى مراع عشبية للغنم والمواشي ووضعت الأسيجة لمنع الكناغر من رعي العشب ثم أدخلت الأرانب إلى أستراليا وتكاثرت وهي تأكل الأعشاب أيضا فكانت النتيجة ان أخذ الإنسان يحارب الكنغر والأرانب.

## التاريخ التطوري للكناغر
أثبت فريق من العلماء الأستراليين والبريطانيين أن بعضًا من أنواع حيوان الكنغر تمكنت في رحلتها التطورية من إعادة تطوير قمم أسنان كانت موجودة لدى أحد أسلافها التي كانت موجودة قبلها بحوالي 20 مليون سنة.
و ذلك بسبب تراجع الغابات عن ساحل البحر على مدى ملايين السنين، الأمر الذي أدى إلى زيادة وفرة الأعشاب مما أجبر الكناغر على أكل المزيد من الأعشاب لملائمة الوضع الجديد، ففرض هذا عليها وجود أسنان تقوم بالقطع عوضًا عن المضغ لملائمة النظام الغذائي الجديد.
ففي تعليق لأحد القائمين على الدراسة إيدان كوزينز المرشح لشهادة الدكتوراه في علوم البيولوجيا من جامعة فليندر يقول : «لقد ظهر أن التغيرات البسيطة في “القاعدة” التي تحدد كيفية تشكل الأسنان في المرحلة الجنينية قد سمحت لبعض الكناغر بعكس عقارب الساعة التطورية».
فقد تبين أن الأعضاء التي تفقد أو يتخلى عنها الكائن أثناء التطور يمكن أن -تتطور بشكل عكسي- لتعاود الظهور عندما يكون الكائن في المرحلة الجنينية وهذا عكس ما كان يعتقد قديما.
غالباً ما كان علماء البيولوجيا يرفضون فكرة أن التطور قد يحدث بشكل عكسي، ويرفضون هذه الحوادث دومًا. ويوضح البروفيسور المساعد في جامعة فليندرز جافين بريدو : «تتطور بعض الميزات المشابهة أيضًا في بعض الكائنات الحية التي لا ترتبط ارتباطًا وثيقًا».
يرى الباحثون الآن بأن الميزات التي أوقفت عبر الجينات قد تعاود الانبثاق مجددًا. إن إعادة انبثاق هذه الصفات كان بسبب التغيرات في المناخ والموطن والنظام الغذائي
استخدمت حيوانات الكنغر والولب كمقياس للتكيف مع التغيرات المناخية في أستراليا. يقول البروفيسور المساعد بريدو: «لقد تواجدت هذه الحيوانات في المنطقة لمدة 30 مليون عام تقريبًا، ونحن نكتشف المزيد عن الكيفية التي كانت تتأقلم بها الأشكال البدائية منها مع النباتات الناعمة في الغابات وكيف تكيفت أنواعها اللاحقة للتعايش مع ظروف أصعب بكثير»